# ألدو بت
ألدو بت (بالإيطالية: Aldo Bet)‏ هو لاعب كرة قدم إيطالي في مركز الدفاع، ولد في 26 مارس 1949 في مارينو دي بيافيه ‏ في إيطاليا. شارك مع منتخب إيطاليا تحت 21 سنة لكرة القدم ومنتخب إيطاليا لكرة القدم. أما مع النوادي، فقد لعب مع إنتر ميلان وإيه سي ميلان ونادي روما وهيلاس فيرونا.

## وصلات خارجية
- ألدو بت على موقع قاعدة بيانات كرة القدم.إي يو (الإنجليزية)
- ألدو بت على موقع ناشيونال فوتبول تيمز (الإنجليزية)
- ألدو بت على موقع عالم كرة القدم.نت (الإنجليزية)